# Curling-Pazifikmeisterschaft 2007
Die Curling-Pazifikmeisterschaft 2007 fand vom 19. bis 24. November in Peking, Volksrepublik China statt.

## Turnier der Männer

### Teilnehmer
| Australien | Volksrepublik China                                                                                      | Chinesisch Taipeh                                                                                        |
| --- | --- | --- |
| Skip: Ian Palangio Third: Hugh Millikin Second: Sean Hall Lead: Stephen Johns Alternate: Stephen Hewitt                 | Skip: Wang Fengchun Third: Xu Xiaoming Second: Liu Rui Lead: Zhang Zhipeng Alternate: Zang Jialiang      | Skip: Nicolas Hsu Third: Brendon Liu Second: Richard, Hsin-Wei Lan Lead: Ian Lu Alternate: Steve Koo     |
| Japan | Südkorea                                                                                                 | Neuseeland                                                                                               |
| Skip: Yūsuke Morozumi Third: Tetsurō Shimizu Second: Tsuyoshi Yamaguchi Lead: Kōsuke Morozumi Alternate: Yūta Matsumura | Skip: Lee Han-Sol Third: Jeon Hee-Jin Second: Shin Bong-Yuk Lead: Cho Wang-Sik Alternate: Choi Dae-Seong | Skip: Sean Becker Third: Scott Becker Second: Rupert Jones Lead: Warren Dobson Alternate: Warren Kearney |

### Round Robin
| Datum  | Zeit  | Begegnung                               | Resultat |
| ------ | ----- | --------------------------------------- | -------- |
| 19.11. | 15:00 | Neuseeland – Südkorea                   | 6:5      |
|        |       | Australien – Volksrepublik China        | 4:5      |
|        |       | Japan – Chinesisch Taipeh               | 11:4     |
| 20.11. | 09:00 | Australien – Chinesisch Taipeh          | 11:4     |
|        |       | Japan – Neuseeland                      | 4:10     |
|        |       | Südkorea – Volksrepublik China          | 3:12     |
|        | 15:00 | Südkorea – Chinesisch Taipeh            | 10:9     |
|        |       | Australien – Japan                      | 4:6      |
| 21.11. | 15:00 | Volksrepublik China – Japan             | 4:7      |
|        |       | Chinesisch Taipeh – Neuseeland          | 3:8      |
|        |       | Südkorea – Australien                   | 4:6      |
| 22.11. | 09:00 | Neuseeland – Australien                 | 3:6      |
|        |       | Japan – Südkorea                        | 7:6      |
|        |       | Chinesisch Taipeh – Volksrepublik China | 3:8      |

| Platz | Team                | Spiele | Siege | Ndlg. |
| ----- | ------------------- | ------ | ----- | ----- |
| 1.    | Neuseeland          | 5      | 4     | 1     |
| 2.    | Japan               | 5      | 4     | 1     |
| 3.    | Volksrepublik China | 5      | 3     | 2     |
| 4.    | Australien          | 5      | 3     | 2     |
| 5.    | Südkorea            | 5      | 1     | 4     |
| 6.    | Chinesisch Taipeh   | 5      | 0     | 5     |

### Playoffs
|  | Halbfinale | Halbfinale          | Halbfinale | Halbfinale | Halbfinale |                     |   | Finale | Finale | Finale |
|  |            |                     |            |            |            |                     |   |        |        |        |
|  | 1          | Neuseeland          | 5          | 6          |            |                     |   |        |        |        |
|  | 4          | Australien          | 6          | 9          |            |                     |   |        |        |        |
|  | 4          | Australien          | 6          | 9          |            | Volksrepublik China | 9 |        |        |        |
|  |            |                     |            |            |            | Volksrepublik China | 9 |        |        |        |
|  |            |                     | Australien | 2          |            |                     |   |        |        |        |
|  | 2          | Japan               | Australien | 2          | 5          | 3                   |   |        |        |        |
|  | 2          | Japan               |            |            |            | 3                   |   |        |        |        |
|  | 3          | Volksrepublik China | 6          | 8          |            |                     |   |        |        |        |
|  |            |                     |            |            |            | um Platz 3          |   |        |        |        |
|  |            |                     |            |            |            |                     |   |        |        |        |
|  |            | Neuseeland          | 10         |            |            |                     |   |        |        |        |
|  |            | Japan               | 7          |            |            |                     |   |        |        |        |

Halbfinale 1. Runde: 23. November, 09:00
| Team       |    | 1 | 2 | 3 | 4 | 5 | 6 | 7 | 8 | 9 | 10 | 11 | Gesamt |
| ---------- | -- | - | - | - | - | - | - | - | - | - | -- | -- | ------ |
| Neuseeland | 🔨 | 1 | 0 | 1 | 0 | 0 | 1 | 0 | 0 | 1 | 1  | 0  | 5      |
| Australien |    | 0 | 1 | 0 | 2 | 1 | 0 | 0 | 1 | 0 | 0  | 1  | 6      |

| Team                |    | 1 | 2 | 3 | 4 | 5 | 6 | 7 | 8 | 9 | 10 | Gesamt |
| ------------------- | -- | - | - | - | - | - | - | - | - | - | -- | ------ |
| Japan               | 🔨 | 0 | 1 | 0 | 1 | 0 | 1 | 0 | 0 | 1 | 1  | 5      |
| Volksrepublik China |    | 0 | 0 | 2 | 0 | 1 | 0 | 2 | 1 | 0 | 0  | 6      |

Halbfinale 2. Runde: 23. November, 14:30
| Team                |    | 1 | 2 | 3 | 4 | 5 | 6 | 7 | 8 | 9 | 10 | Gesamt |
| ------------------- | -- | - | - | - | - | - | - | - | - | - | -- | ------ |
| Volksrepublik China | 🔨 | 2 | 0 | 1 | 0 | 0 | 2 | 2 | 1 | 0 | X  | 8      |
| Japan               |    | 0 | 1 | 0 | 1 | 0 | 0 | 0 | 0 | 1 | X  | 3      |

| Team       |    | 1 | 2 | 3 | 4 | 5 | 6 | 7 | 8 | 9 | 10 | 11 | Gesamt |
| ---------- | -- | - | - | - | - | - | - | - | - | - | -- | -- | ------ |
| Australien | 🔨 | 1 | 1 | 0 | 0 | 2 | 0 | 2 | 1 | 0 | 1  | 1  | 9      |
| Neuseeland |    | 0 | 0 | 2 | 2 | 0 | 3 | 0 | 0 | 1 | 0  | 0  | 8      |

Spiel um Platz 5: 24. November, 14:30
| Team              |    | 1 | 2 | 3 | 4 | 5 | 6 | 7 | 8 | 9 | 10 | Gesamt |
| ----------------- | -- | - | - | - | - | - | - | - | - | - | -- | ------ |
| Chinesisch Taipeh |    | 0 | 0 | 0 | 0 | 0 | 0 | X | X | X | X  | 0      |
| Südkorea          | 🔨 | 0 | 2 | 2 | 2 | 2 | 1 | X | X | X | X  | 9      |

Spiel um Platz 3: 24. November, 14:30
| Team       |    | 1 | 2 | 3 | 4 | 5 | 6 | 7 | 8 | 9 | 10 | Gesamt |
| ---------- | -- | - | - | - | - | - | - | - | - | - | -- | ------ |
| Neuseeland | 🔨 | 1 | 0 | 0 | 1 | 1 | 2 | 0 | 3 | 0 | 2  | 10     |
| Japan      |    | 0 | 2 | 1 | 0 | 0 | 0 | 2 | 0 | 2 | 0  | 7      |

Finale: 24. November, 14:30
| Team                |    | 1 | 2 | 3 | 4 | 5 | 6 | 7 | 8 | 9 | 10 | Gesamt |
| ------------------- | -- | - | - | - | - | - | - | - | - | - | -- | ------ |
| Volksrepublik China | 🔨 | 3 | 0 | 0 | 1 | 2 | 2 | 0 | 1 | X | X  | 9      |
| Australien          |    | 0 | 1 | 0 | 0 | 0 | 0 | 1 | 0 | X | X  | 2      |

### Endstand
| Platz | Land                |
| ----- | ------------------- |
| 1     | Volksrepublik China |
| 2     | Australien          |
| 3     | Neuseeland          |
| 4     | Japan               |
| 5     | Südkorea            |
| 6     | Chinesisch Taipeh   |

Damit waren die chinesische und die australische Mannschaft für die Weltmeisterschaft 2008 qualifiziert.

## Turnier der Frauen

### Teilnehmerinnen
| Australien                                                                                              | Volksrepublik China                                                                         | Japan                                                                                                   |
| --- | ------------------------------------------------------------------------------------------- | --- |
| Skip: Kim Forge Third: Sandy Gagnon Second: Lynette Kate Gill Lead: Madeleine Kate Wilson               | Skip: Wang Bingyu Third: Yue Qingshuang Second: Liu Yin Lead: Zhou Yan Alternate: Liu Jinli | Skip: Moe Meguro Third: Mari Motohashi Second: Mayo Yamaura Lead: Kotomi Ishizaki Alternate: Anna Ōmiya |
| Südkorea                                                                                                | Neuseeland                                                                                  | |
| Skip: Park Ji-Hyun Third: Kim Mi-Yeon Second: Shin Mi-Sung Lead: Park Kyung-Mi Alternate: Lee Hyun-Jung | Skip: Bridget Becker Third: Brydie Donald Second: Abby Lee Pyle Lead: Linda Geary           | |

### Ergebnisse
Round Robin 
| Datum  | Zeit  | Begegnung                        | Resultat |
| ------ | ----- | -------------------------------- | -------- |
| 19.11. | 09:00 | Volksrepublik China – Japan      | 7:6      |
|        |       | Australien – Neuseeland          | 11:4     |
|        | 15:00 | Volksrepublik China – Australien | 13:5     |
|        |       | Südkorea – Neuseeland            | 6:5      |
| 20.11. | 09:00 | Neuseeland – Japan               | 3:6      |
|        |       | Australien – Südkorea            | 1:12     |
|        | 15:00 | Volksrepublik China – Südkorea   | 9:3      |
|        |       | Japan – Australien               | 13:1     |
| 21.11. | 09:00 | Neuseeland – Volksrepublik China | 2:10     |
|        |       | Südkorea – Japan                 | 4:9      |
|        | 15:00 | Japan – Volksrepublik China      | 10:8     |
|        |       | Australien – Neuseeland          | 6:12     |

| Datum  | Zeit  | Begegnung                        | Resultat |
| ------ | ----- | -------------------------------- | -------- |
| 22.11. | 09:00 | Südkorea – Neuseeland            | 7:5      |
|        |       | Volksrepublik China – Australien | 12:0     |
|        | 15:00 | Neuseeland – Japan               | 4:7      |
|        |       | Australien – Südkorea            | 3:14     |
| 23.11. | 09:00 | Japan – Australien               | 14:2     |
|        |       | Südkorea – Volksrepublik China   | 3:8      |
|        | 14:30 | Neuseeland – Volksrepublik China | 4:10     |
|        |       | Japan – Südkorea                 | 8:3      |

| Platz | Team                | Spiele | Siege | Ndlg. |
| ----- | ------------------- | ------ | ----- | ----- |
| 1.    | Volksrepublik China | 8      | 7     | 1     |
| 2.    | Japan               | 8      | 7     | 1     |
| 3.    | Südkorea            | 8      | 4     | 4     |
| 4.    | Australien          | 8      | 1     | 7     |
| 5.    | Neuseeland          | 8      | 1     | 7     |

Es wurde kein Finale ausgetragen, sondern lediglich ein Spiel um den zweiten Platz, um den zweiten Qualifikanten für die Weltmeisterschaften festzustellen:
 Spiel um Platz 2 : 24. November, 14:30
| Team     |    | 1 | 2 | 3 | 4 | 5 | 6 | 7 | 8 | 9 | 10 | Gesamt |
| -------- | -- | - | - | - | - | - | - | - | - | - | -- | ------ |
| Japan    | 🔨 | 1 | 0 | 2 | 1 | 2 | 0 | 0 | 2 | 0 | X  | 8      |
| Südkorea |    | 0 | 2 | 0 | 0 | 0 | 2 | 0 | 0 | 2 | X  | 6      |

### Endstand
| Platz | Land                |
| ----- | ------------------- |
| 1     | Volksrepublik China |
| 2     | Japan               |
| 3     | Südkorea            |
| 4     | Australien          |
| 5     | Neuseeland          |

Damit waren  Volksrepublik China und  Japan für die Weltmeisterschaft qualifiziert.